# دهغاه (مقاطعة فيروزآباد)
دهغاه (بالفارسية: دهگاه) هي قرية تقع في قسم جايدشت الريفي في إيران. يقدر عدد سكانها بـ 0 نسمة بحسب إحصاء 2016.